# Fernando Martínez-Monje Restoy
Fernando Martínez-Monje Restoy (Granada, 1874 - Buenos Aires, 1963) va ser un militar espanyol que va lluitar en la guerra civil espanyola a favor de la República, participant en la creació de les brigades republicanes i arribant a ser cap de l'Exèrcit del Sud. Pertanyia a més a la maçoneria.

## Biografia
Ingressa en l'Acadèmia General de l'Exèrcit als 18 anys i participa en la guerra del Marroc, on és ferit dues vegades. En 1921 és ascendit a general.

### La Guerra Civil espanyola
En esclatar la revolta el 17 de juliol de 1936, Martínez Monje estava al comandament de la 3a Divisió Orgànica, que incloïa Castelló, València, Alacant, Múrcia i Albacete, amb la caserna general en València.
En tenir-se notícies de la revolta, Martínez Monje ordena a la seva guarnició a València que es tanqui en les seves casernes, al mateix temps que manifesta la lleialtat de les seves tropes a la República. En produir-se les primeres mesures de resistència contra els sediciosos, com la vaga general o la petició d'armes per al poble, Martínez Monje s'hi oposa. S'inicia una situació tibant, amb les casernes envoltades de milicians i les tropes tancades en les casernes. Durant aquests dies Martínez Monje dubta a revoltar-se o no. El dia 20 de juliol arriba a València el president de les Corts, Diego Martínez Barrio, qui aconseguirà intervenir entre l'exèrcit i les milícies. Finalment, des del dia 29 de juliol al 2 d'agost, seran assaltades les casernes valencianes, on generalment milicians i militars confraternitzaren, i no es produiran importants combats. El 16 d'agost Martínez Monje és rellevat per José Miaja Menant al capdavant de la III Divisió Orgànica
El 17 d'agost juntament amb Martínez Barrio i Mariano Ruiz-Funes García passa a dirigir la recentment creada Junta Central de Reclutament. És un intent del govern Giral d'organitzar batallons amb una estructura militar i manats per militars que substitueixin al desaparegut exèrcit republicà després de les dissolucions d'unitats realitzades al juliol. Els voluntaris serviran durant sis mesos o el que duri la campanya, cobraran 10 pessetes, aniran uniformats i estaran manats per militars professionals. La seva zona de reclutament era la regió central (excepte Catalunya), i tenia la seva base a Albacete. Els primers batallons començaran a sortir a la fi de setembre, i seran fonamentals per a la defensa republicana, ja que amb ells es crearan les brigades.
El 24 d'octubre, i sense abandonar la seva missió en la Junta Central de Reclutament, és nomenat cap de la Divisió Orgànica d'Albacete, que incloïa Ciudad Real, Albacete, Conca, Toledo, Jaén i Còrdova. La seva missió serà la d'organitzar les primeres brigades republicanes, no tenint per tant cap missió en el front. És un càrrec de gran responsabilitat doncs de les seves bases partiran les brigades que defensin Madrid al novembre de 1936.
El 18 de desembre de 1936 abandona els seus anteriors càrrecs i és enviat al Front d'Andalusia, sent més tard cap del nou Exèrcit del Sud (Andalusia), amb caserna general a Úbeda, i participant immediatament en l'anomenada campanya de l'Oliva. Quan a mitjan gener de 1937 es va iniciar l'atac rebel per la costa malaguenya, es va dirigir al sector el 15 de gener, i després de veure el poc preparades que estaven les tropes, va substituir al comandant militar de Màlaga, coronel Hernández Arteaga, pel coronel José Villalba Rubio. El 19 de gener deixa Màlaga, tornant a la seva caserna general. A la fi de gener realitza un atac sense èxit sobre el santuari de la Mare de Déu de la Cabeza. L'1 de febrer el substitueix al capdavant de l'Exèrcit del Sud José Villalba.
Durant els fets de maig de 1937, els anarquistes li van oferir el comandament de la rebel·lió, però Martínez Monje el va rebutjar. A la fi de 1937, i al costat d'altres militars com els generals José Asensio Torrado i Toribio Martínez Cabrera, o el Coronel José Villalba Rubio va ser empresonat i es va obrir un procés per determinar la seva responsabilitat davant la pèrdua de Màlaga, sent acusat de traïció. A mitjan 1938 va ser absolt, i al novembre de 1938 rehabilitat, encara que a partir d'aquesta data no es té constància que exercís cap comandament.

### Exili
En acabar la guerra fuig primer a França i després a Buenos Aires (Argentina). A Argentina mantindrà la seva posició republicana, negant-se a tornar a Espanya mentre continuï la dictadura. Durant els últims anys de la seva vida roman a l'Hospital Militar de Buenos Aires, rebent una pensió del govern argentí. Mor en aquesta ciutat en 1963.